# 위 강숙

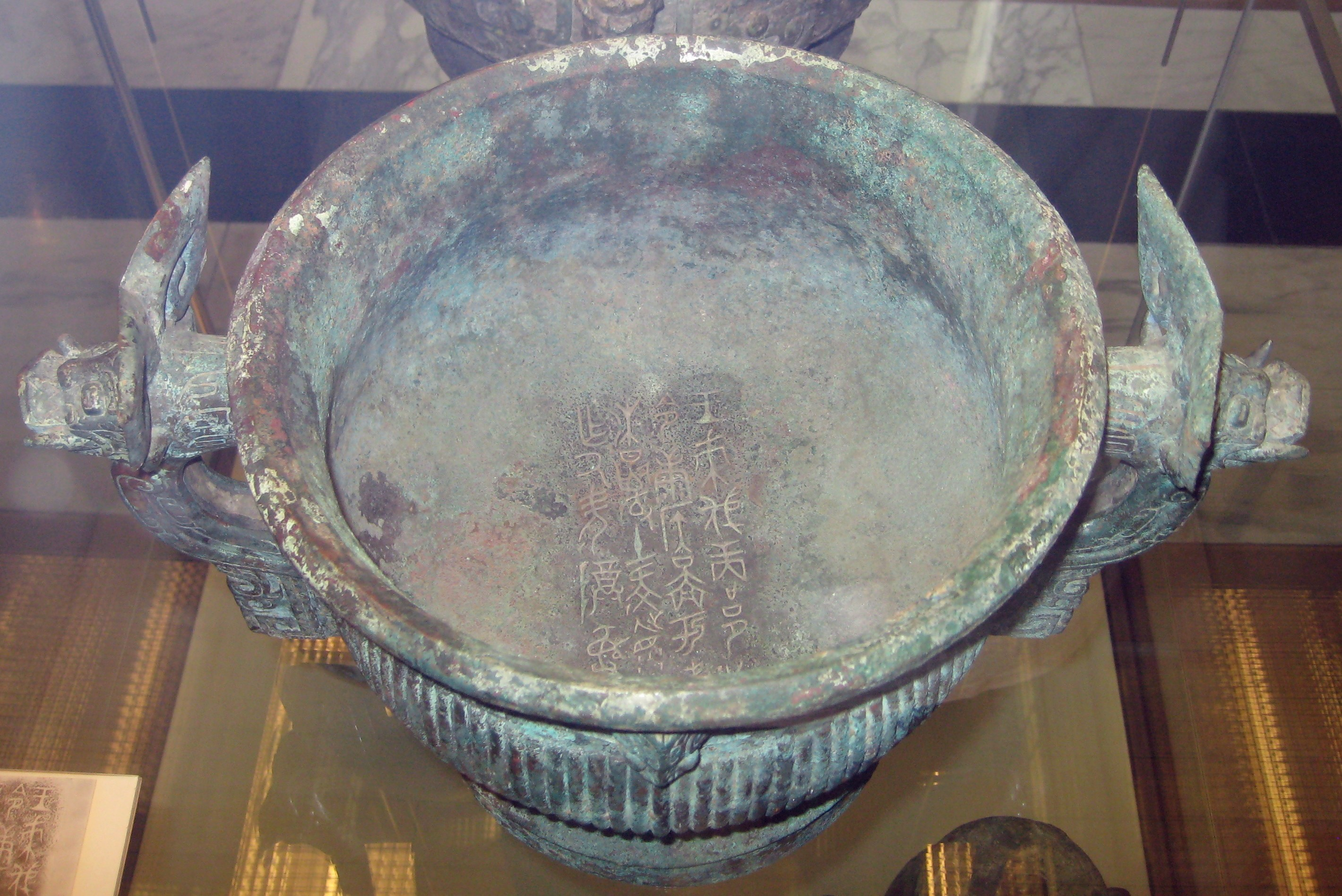

위 강숙(衛 康叔)은 서주 시기 위나라의 제1대 군주이다. 성은 희(姬), 이름은 봉(封)이다. 주 문왕의 6남이자 주 무왕의 동복 동생이다. 신천 강씨의 시조이다.